# Saint-Jean-sur-Vilaine
Saint-Jean-sur-Vilaine település Franciaországban, Ille-et-Vilaine megyében. Lakosainak száma 1376 fő (2022. január 1.). Saint-Jean-sur-Vilaine Champeaux, Châteaubourg, Cornillé, Marpiré, Pocé-les-Bois, Saint-Aubin-des-Landes és Saint-Didier községekkel határos.

## Népesség
A település népessége az elmúlt években az alábbi módon változott:
| Lakosok száma | 506  | 601  | 675  | 1070 | 1112 | 1139 | 1266 | 1334 | 1368 | 1376 |
|               | 1968 | 1982 | 1990 | 2006 | 2013 | 2015 | 2017 | 2019 | 2020 | 2022 |